# لیلی و مجنون
لیلی و مجنون نام مجموعه شعری از نظامی گنجوی، شاعر ایرانی است. این مجموعه سومین مثنوی از مجموعه مثنوی‌هایی است که به خمسه نظامی معروف‌اند. بیشتر محققان اعتقاد دارند که بن‌مایه‌های پراکنده این داستان برگرفته از اشعار و افسانه‌های فولکلور در زبان عربی است که نظامی ایرانی‌سازی کرده‌است. کراچکوفسکی برای شخصیت مجنون، هویت واقعی قائل است و او را یکی از اهالی عربستان در اواخر سده اول هجری می‌داند؛ ولی طه حسین تردید جدی به واقعی بودن شخصیت مجنون وارد می‌کند. یان ریپکا افسانه لیلی و مجنون را به تمدن بابل باستان منسوب می‌داند.
اگرچه نام لیلی و مجنون پیش از نظامی گنجوی نیز در اشعار و ادبیات فارسی به چشم می‌خورد ولی نظامی برای نخستین بار آن را به شکل منظومه‌ای واحد به زبان فارسی در ۴۷۰۰ بیت به درخواست پادشاه شروان به نظم کشید. نظامی خود از بابت این سفارش ناراضی و بی‌میل بوده‌است و کار را در چهار ماه به پایان برده‌است. وزن این مثنوی جدید بوده و پس از نظامی شعرای زیادی در این وزن داستان‌های عاشقانه سروده‌اند. همچنین ده‌ها شاعر در ایران، هند و ترکستان منظومه‌هایی را به استقبال از لیلی و مجنون نظیره پردازی کرده و شعرای دیگری نیز به داستان نظامی شاخ و برگ بیشتری افزوده یا آن را تغییر داده‌اند. منظومه لیلی و مجنون در مقایسه با منظومه خسرو و شیرین از همین شاعر، به درک تفاوت‌های فرهنگی اعراب و ایرانیان کمک می‌کند. شخصیت‌های داستان در روایت نظامی قراردادی بوده و تحول زیادی از حوادث داستان نمی‌پذیرند. منظومه لیلی و مجنون به زبان‌های مهم غربی ترجمه و منتشر شده‌است.

## خلاصه داستان به روایت نظامی

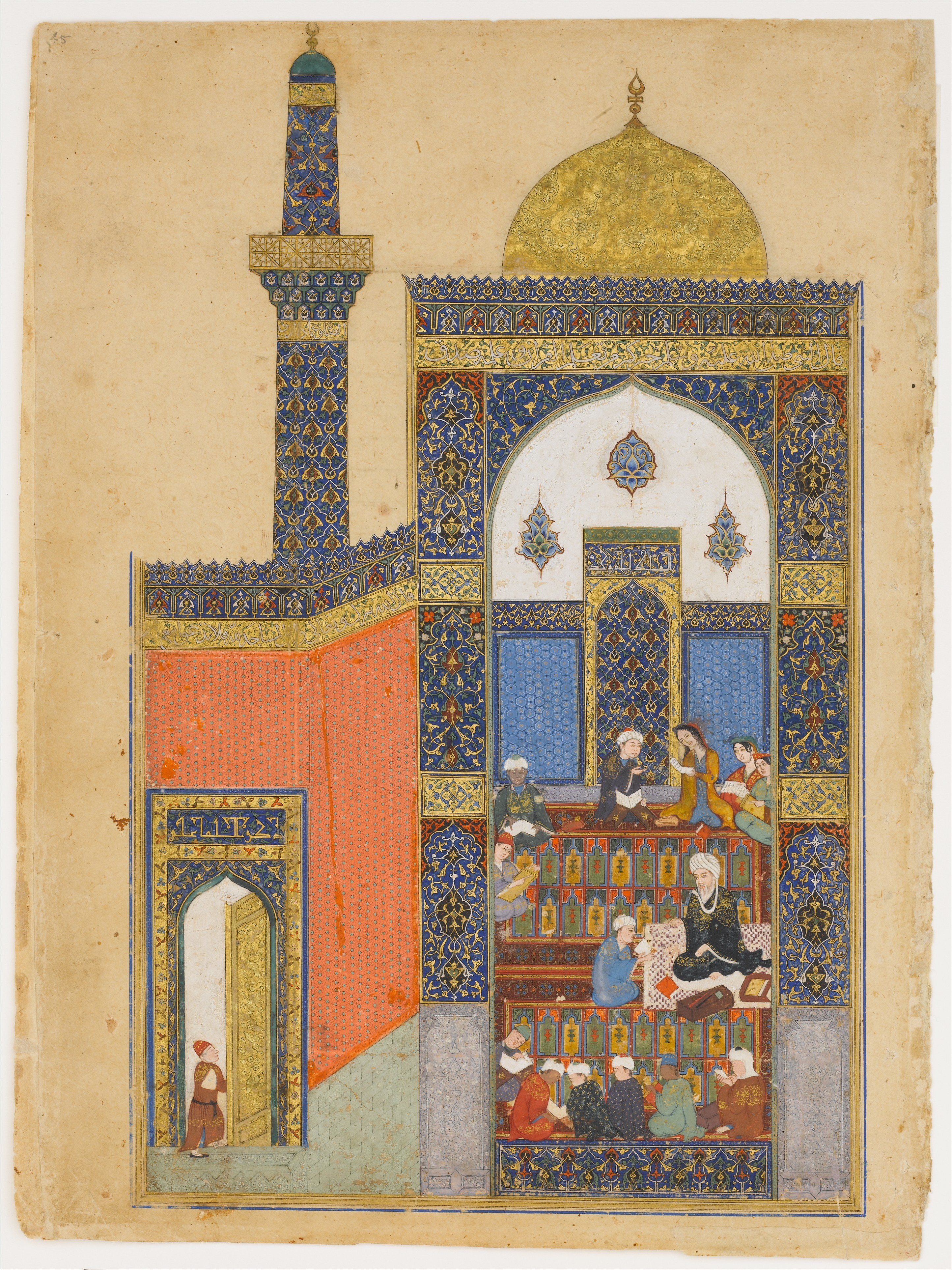
لیلی و مجنون در مکتبخانه. نگارگری نسخه‌ای از روایت نظامی در دوره تیموری

لیلی و مجنون، دختر و پسری نابالغ در مکتب‌خانه به یکدیگر دل می‌بندند. خواستگاری خانواده پسر به نتیجه نمی‌رسد و حتی به جنگ قبیله‌ای می‌انجامد. جنگی که مجنون در آن طرف دشمن (طایفه عروس) را می‌گیرد. لیلی را به مرد مال‌داری به شوهر می‌دهند ولی بیماری لیلی باعث ناکامی شوهر می‌شود و لیلی دوشیزه می‌ماند. شوهر از شدت ناراحتی لیلی دق می‌کند و می‌میرد. لیلی به ذکر حق می‌پردازد و دلش به نور الهی و فره ایزدی روشن می‌شود و به مقام والای معنوی می‌رسد. سرانجام در آخرین دیدار بر سر گور لیلی، او از مجنون دستگیری کرده و آن نور ایزدی در دل مجنون جای می‌گیرد.

## تاریخچه
منظومه لیلی و مجنون مشهورترین داستان عشقی کلاسیک ادبیات دورهٔ اسلامی و تنظیم نظامی گنجه‌ای است. نظامی در تصنیف این منظومه به منابع عربی نیز توجه داشته و تا جایی که ممکن بوده به ریشه عربی آن وفاداری داشته‌است. روایت اولیه عربی لیلی و مجنون بسیار ساده بوده‌است. لیلی و مجنون که اهل یک قبیله عرب بوده‌اند در کودکی دام خود را در بیابان می‌چرانده‌اند و در آنجا عاشق و بی‌قرار هم می‌شوند. در روایتی دیگر مجنون لیلی را در بزرگسالی و در مجلسی زنانه می‌بیند و به او دل می‌بندد. بن‌مایه‌های عربی اولیه داستان شاید به پیش از اسلام یا حتی به تمدن بابل برسد. نظامی به کمک نبوغ ذاتی خود یک داستان عشقی ساده را به صورت منظومه‌ای بدیع و عرفانی درآورد که امروزه جزئی از ادبیات جهان را تشکیل می‌دهد. هیلال، ادیب عرب‌زبان مصری در این ارتباط گفته‌است: «تبدیل یک افسانه محلی به یک اثر بزرگ و گرانبهای هنری تنها از عهده کسی مانند نظامی ساخته بود»

### بن‌مایه بابلی

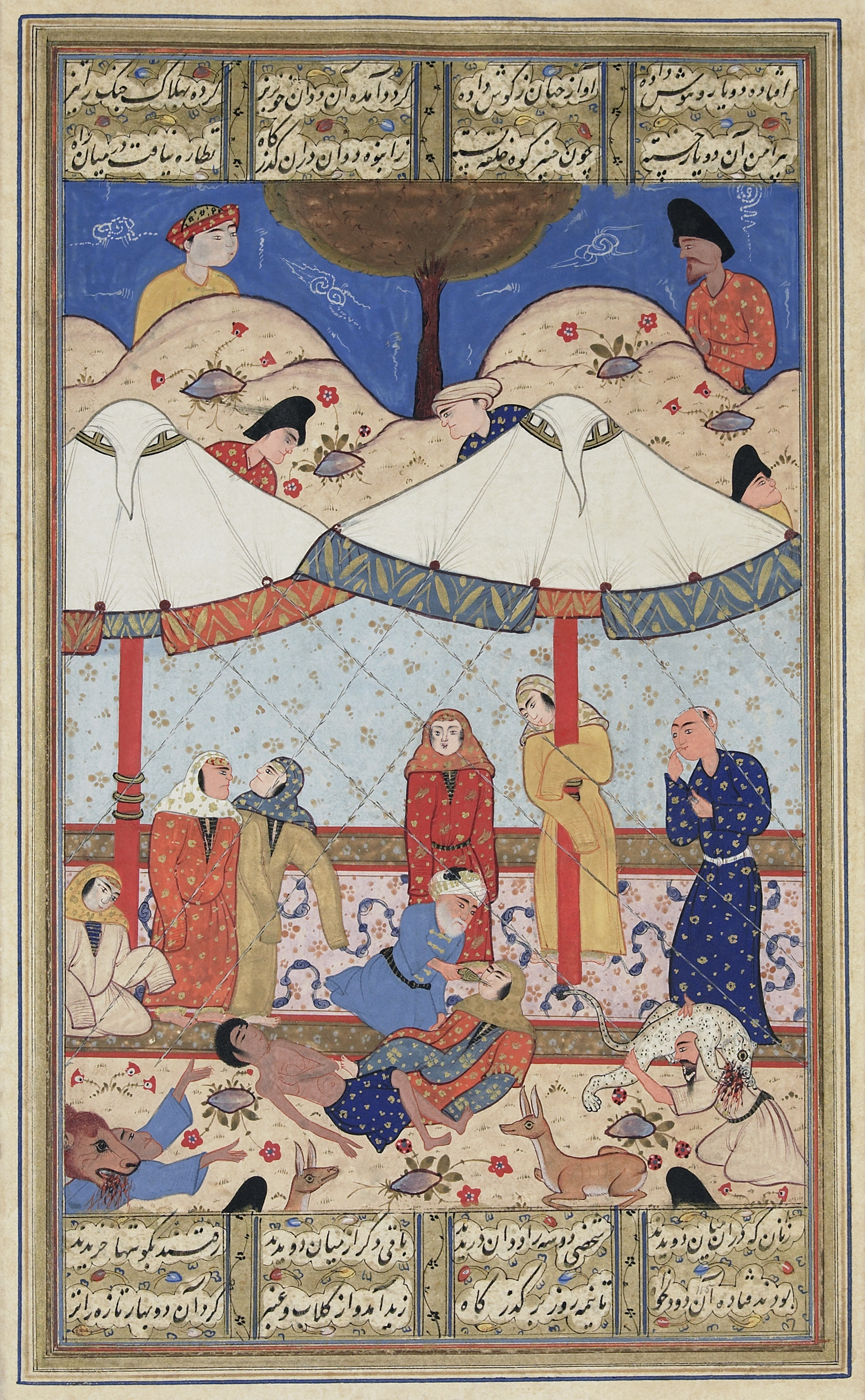
دفاع جانوران وحشی از مجنون در برابر اجیرشدگان پدر لیلی

یان ریپکا اصل داستان لیلی و مجنون را افسانه‌ای بابلی دانسته‌است. به گفته میرمحمد حجازی داستان بابلی کیس (قیس) و لیلاکس (لیلی) بر روی خشت‌نوشته‌های کتابخانه منسوب به بخت‌النصر حکاکی شده‌است. بر اساس این داستان، کیس و لیلاکس که در معبد خورشید و زیر نظر موبد بزرگ ایشتار تحصیل می‌کردند دلباخته یکدیگر شده و عشق زمینی راه را بر عشق به آفتاب بست. لیلاکس به جرم این گناه مجبور به اعتکاف در معبد شد و کیس دیوانه خوانده شد و سر به بیابان گذاشت. لیلاکس به دنبال معشوق از معبد فرار کرد، ولی دستگیر و به زندان معبد بازگردانده شد. سرانجام پس از وقایعی کیس و لیلاکس به هم می‌رسند، ولی کیس بی‌وفایی کرده و با زن چوپان می‌گریزد و لیلاکس را تنها می‌گذارد. کراچکوفسکی این داستان بابلی که به خط میخی یافت شده را یک سوءتفاهم قلمداد می‌کند. به گفته او با توجه به شرایط آن زمان، داستان لیلی و مجنون نمی‌توانسته در بابل قدیم به وجود آید.

### بن‌مایه عربی
قدیمی‌ترین نوشته‌ای که در آن یادی از لیلی و مجنون شده‌است، کتاب «الشعر و الشعرا» (قرن سوم هجری) است که هیچ جزئیاتی از داستان این دو ارائه نمی‌دهد. پس از آن در کتاب «الاغانی» ابوالفرج اصفهانی (قرن چهارم)، الزهره ابوبکر ابن داوود ظاهری (قرن سوم) و مصارع العشاق ابن سراج (قرن پنجم) ابیاتی منسوب به مجنون یا داستان‌های خیلی کوتاهی از زندگی او گردآوری شده‌است.
به گفته حشمت موید، مجنون لقب شاعری عرب به نام قیس بن ملوّح عامری از قبیله عامر از نجد بوده که در نیمه دوم قرن هفتم میلادی می‌زیسته‌است. بر این اساس مجنون عاشق لیلی، دختری از همان قبیله بوده و اشعاری برای وی می‌سروده‌است. این اشعار چنان در میان اعراب مؤثر افتاد که دست‌کم تا دو قرن بعد، هر شعری که نام لیلی در آن بود، به وی منسوب می‌شد. این اشعار و حکایات، طی دویست سال بعد جمع‌آوری شد و در این مدت دست‌کم ۵ کتاب به زبان عربی به حکایت مجنون اشاراتی کردند. به تدریج داستان مجنون دچار تحولات زیادی شده و شاخ و برگ زیادی بر آن افزوده شد.

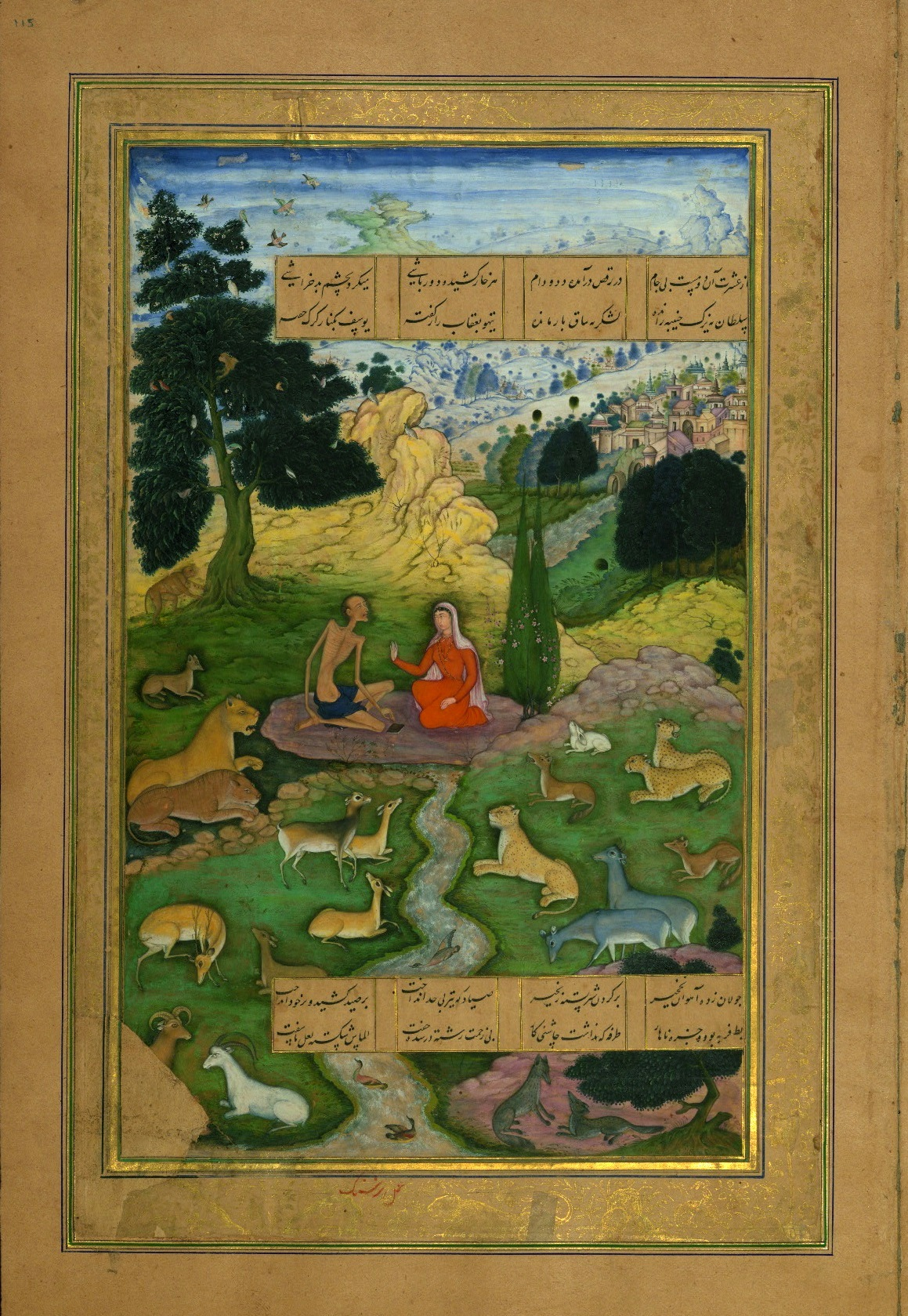
ملاقات لیلی با مجنون رنجور. نگارگری نسخه‌ای خطی به روایت امیرخسرو دهلوی

روایت دیگر آن است که جوانی از بنی‌امیه یا بنی‌مروان عاشق دخترعموی خویش شده و چون این راز فاش شد، اشعاری با نام مستعار مجنون سرود. کراچکوفسکی اعتقاد دارد که لیلی و مجنون هویت تاریخی داشته و در اواخر قرن اول هجری در عربستان می‌زیسته‌اند. یک تحقیق دانشگاهی توسط مهدی ستودیان نیز این نظر را تأیید می‌کند.
طه حسین ادیب و محقق عرب، وجود واقعی مجنون و شخصی به نام قیس را مورد تردید قرار داده‌است. به گفته او گروهی از اعراب متعصب گمان می‌کنند که تردید در وجود مجنون، از مجد و عظمت اعراب می‌کاهد. از دید این افراد، «محقق ماهر» کسی است که با هر حیله و روشی تلاش کند تا وجود مجنون را اثبات کرده و به این ترتیب ثابت کند که ادبیات عربی، برترین و ممتازترین است. به نظر طه حسین مجنون شخصی خیالی است و هیچ نقد و بررسی سنجیده و درست علمی نمی‌تواند وجود او را که حتی در مورد نام و نسب و حوادث زندگی او اتفاق نظر وجود ندارد، اثبات کند. به گفته طه حسین اشعار و روایات عربی که به مجنون نسبت داده می‌شود آن اندازه تناقض دارند که بر اساس آن نمی‌توان یک شخصیت واحد انسانی برای مجنون یا لیلی تصویر نمود.
به گفته عبدالحسین زرینکوب صرفنظر از واقعی یا تخیلی بودن قهرمان داستان (مجنون)، نام او دست‌کم سه سده پیش از نظامی وجود داشته‌است. ولی آنچه از اخبار عرب به دوره نظامی رسیده، گزارش‌هایی سست و بی‌پیوند و گاه متناقض از زندگی مجنون بوده که از میان اشعار منسوب به قیس عامری و حکایات بومیان و شایعات و تعابیر درست و غلط گردآوری شده بود. این ماده خام عشقی بدوی، در اصل نه از عمق معنوی برخوردار بود و نه با تخیلات یک شاعر بزرگ آمیخته بود.
قدیمی‌ترین داستان فارسی مستقل نوشته‌شده منسوب به مجنون داستان آزادکردن آهوی اوست که در حدیقه الحقیقه اثر سنایی غزنوی ذکر شده‌است. در هر حال اصل داستان بسیار ساده بوده و نظامی از تلفیق تمامی روایات مکتوب و شفاهی و با کمک تخیل خود برای اولین بار داستانی نو با عنوان لیلی و مجنون آفریده‌است. به عبارت دیگر شهرت لیلی و مجنون و مثل شدن آنان از دولتِ سرِ شاعران ایرانی بوده، این ایرانیان بودند که تکه‌پاره‌هایی را تبدیل به یک داستان منسجم و واحد و باارزش کردند؛ و حتی اگر ثابت شود که داستان لیلی و مجنون که فعلاً در اختیار ما است، ریشه‌ای عربی دارد، بازهم از تأثیر فرهنگ و ادب ایرانی در تبلور این داستان چیزی کم نمی‌کند. قدیمی‌ترین نوشته‌ای که در آن یادی از لیلی و مجنون شده‌است، کتاب «الشعر و الشعرا» (قرن سوم هجری) است.

### ورود به زبان فارسی

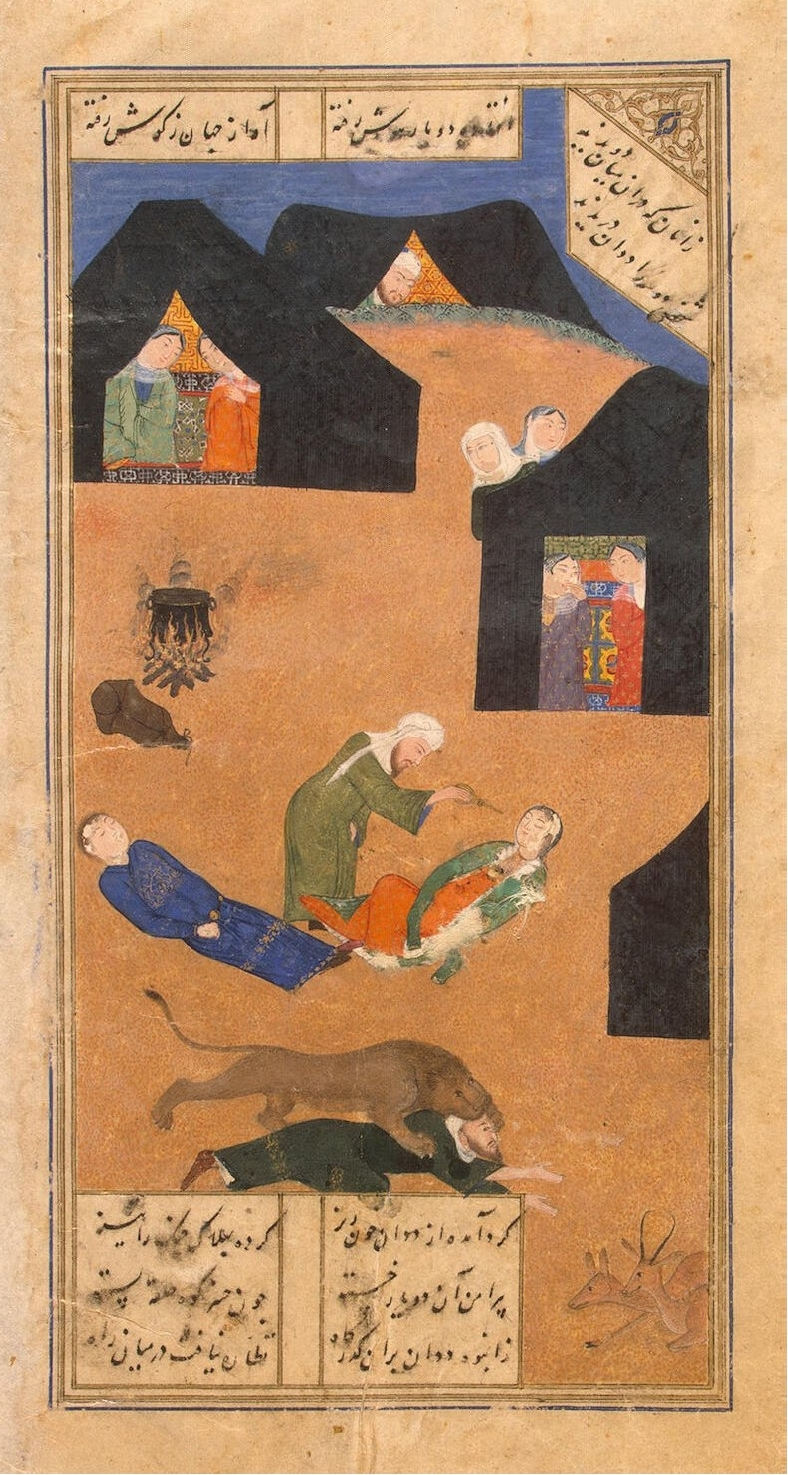
پیر مراد به لیلی و مجنون آگاهی می‌دهد و یکی از وحوش از آنان حفاظت می‌کند.

به گفته دانشنامه اسلام دست کم از قرن سوم هجری و پیش از نظامی، گاه و بیگاه ردپاهایی از لیلی و مجنون در مثنوی‌ها و اشعار صوفیانه فارسی به چشم می‌خورد. حشمت موید با تأیید این مطلب اضافه می‌کند که این حکایت تا پیش از نظامی، تنها یک حکایت محلی بوده است. از اشاره‌های قدیمی به لیلی و مجنون در شعر فارسی می‌توان به این بیت رابعه قزداری (حدود دو قرن پیش از نظامی) اشاره کرد.
| مگر چشم مجنون به ابر اندر است |  | که گل رنگ رخسار لیلی گرفت؟ |

همچنین باباطاهر عریان پیش از نظامی در بیتی گفته است:
| اگر مجنون دل شوریده‌ای داشت |  | دل لیلی از آن شوریده‌تر بی |

به غیر از اینان، ناصرخسرو قبادیانی، منوچهری، مسعود سعد سلمان و سنایی غزنوی نیز پیش از نظامی اشاراتی به نام لیلی و مجنون داشته‌اند. با این حال هیچ‌کدام از این اشارات، روایت کاملی از عشق لیلی و مجنون ارائه نمی‌کند.

## لیلی و مجنون نظامی گنجوی
در حدود سال‌های ۳۵۰ تا ۵۵۰ قمری، ابوبکر والبی افسانه‌ای عاشقانه، با عنوان لیلی و مجنون به زبان عربی نوشت که در برخی از نسخه‌های خطی آن، ترجمه فارسی آن نیز نوشته شده‌است.
اخستان شروانشاه، پسر منوچهر و پادشاه شروان که ترجمه کتاب عامیانه ابوبکر والبی را خوانده بود، و از سویی دیگر از خواندن خسرو و شیرین نظامی لذت برده بود، به فکر افتاد تا از نظامی بخواهد که لیلی و مجنون را به نظم بکشد.
اما نظامی میل و رغبتی برای به نظم درآوردن این داستان نداشته‌است. چرا که بن‌مایه عربی موجود، کوتاه، بدون بسط و بدون تنوع بود و قادر به پر کردن کتابی نبود. از سوی دیگر زندگی و آداب بدویان بیابان‌نشین عرب، و سرزمین بی آب و علف آنان، چنگی به دل نظامی که شاعر بزم‌های پرشکوه ساسانی بود، نمی‌زد.
| نه باغ و نه بزم شهریاری |  | نه رود و نه می، نه کامکاری |
| بر خشکی ریگ و سختی کوه  |  | تا چند سخن رود در اندوه؟   |

سرانجام اصرار پادشاه شروان و تشویق فرزند نظامی، باعث شد تا نظامی منظومه لیلی و مجنون را بسراید. او سرودن این منظومه را تنها در کمتر از چهار ماه به پایان برد. در حالی که نظامی سال‌ها برای سرودن منظومه‌های قبلی مانند خسرو و شیرین و مخزن الاسرار، وقت صرف کرده بود. خود وی گفته‌است که اگر گرفتاری‌های دیگر نمی‌داشت، لیلی و مجنون را در چهارده روز به اتمام می‌رسانید.
لیلی و مجنون در سال ۵۸۴ سروده شده و در سال ۵۸۸ مورد تجدیدنظر نظامی قرار گرفته‌است. این اثر سومین منظومه نظامی است و هشت سال پس از خسرو و شیرین سروده شده‌است.
خود نظامی داستان زاده خود را جدید می‌داند و می‌گوید: «شاه اخستان از من خواسته‌است چند بیتی بکر چون لیلی بکر بر سخن نشانم؛ یعنی سخنی بگویم که از اندیشه هیچ‌کس دیگری نگذشته و قلم هیچ‌کس دیگری بر روی کاغذ ننوشته‌است»
| بدین دلفریبی سخن‌های بکر    |  | به سختی توان زادن از راه فکر |
| سخن گفتن بکر، جان سفتن است |  | نه هر کس سزای سخن گفتن است   |

با این‌حال، بی‌میلی شاعر در آغاز کار و شتابزدگی او در اتمام آن در جای جای اثر به چشم می‌خورد. در معامله بازاری گونه صحنه خواستگاری پدر مجنون از لیلی چشمه قریحه نظامی چندان زاینده نبوده و با آن‌که می‌توانسته از زنندگی این صحنه بکاهد، ولی بی هیچ پیرایه‌ای معامله خواستگاری را به سرعت با پاسخ منفی پدر لیلی و با این بیت تمام کرده‌است.
| دانی که عرب چه عیب‌جویند؟ |  | این کار کنم مرا چه گویند؟ |

## نقد

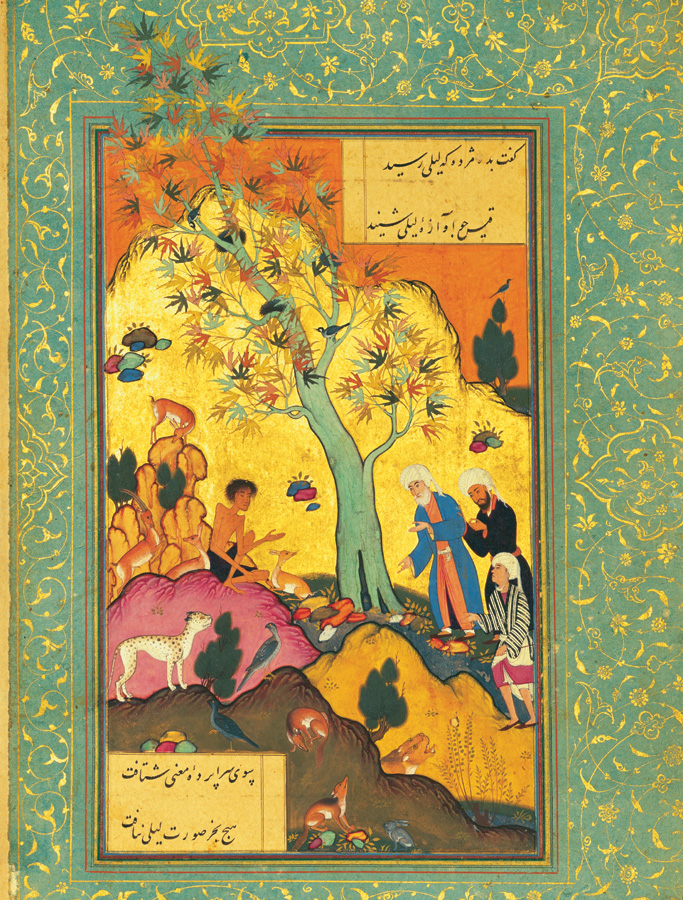
مجنون در کنار وحوش

مثنوی لیلی و مجنون بخشی از مجموعه خمسه نظامی است. این مثنوی در شمار ادبیات غنایی فارسی برشمرده می‌شود. داستان‌های عاشقانه بسیار زود و از سده پنجم با وامق و عذرای عنصری به شعر فارسی راه یافته‌است. داستان‌های بزمی و غنایی در اواخر قرن ششم به وسیله نظامی به اوج خود رسید.
منظومه لیلی و مجنون در ۴۷۰۰ بیت و در بحر هزج مسدس اخرب مقبوض محذوف یا مقصوراست. پیش از نظامی شاعری در این وزن منظومه‌ای نسروده بود و پس از نظامی این بحر، وزن رایج برخی منظومه‌های عاشقانه گردید. اگرچه وزن لیلی و مجنون با وزن خسرو و شیرین در یک بحر (با کمی تفاوت) است، ولی برخلاف خسرو و شیرین از حرکت و جنبش حکایت نمی‌کند و حتی در وصف زیبایی‌ها هم غم‌انگیز و پرسوز به نظر می‌آید.

### جامعه عربی لیلی و مجنون

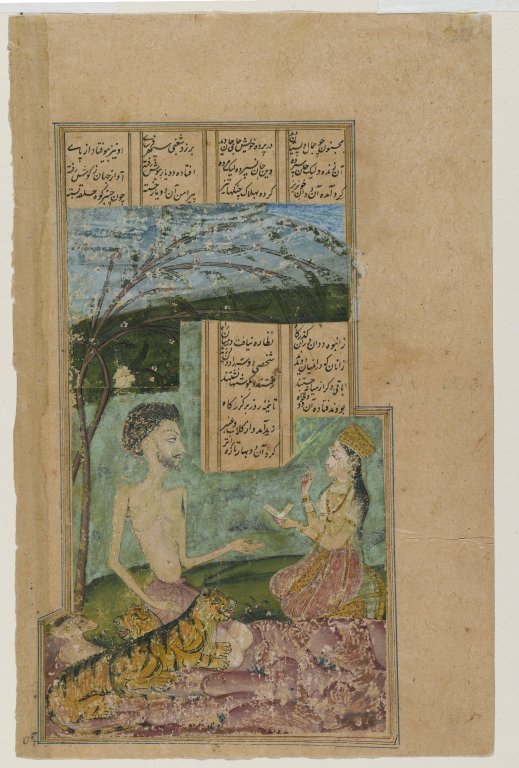
ملاقات مجنون و لیلا در بیشه

مطالعه این اثر نظامی و مقایسه آن با خسرو و شیرین از همین شاعر، مقایسه میان دو فرهنگ عرب و عجم و سرچشمه‌های تفکر، اندیشه و باورهای این دو ملت است. جامعه لیلی و مجنون، هرگونه عدول از آداب و سنن را رد می‌کند. خواننده در لیلی و مجنون با جامعه‌ای مواجه می‌شود که مردم آن توان نگاه معصومانه کودکی از سر مهر را به هم سن ناهمجنس خود ندارند و همه در صدد سرک کشیدن در کار یکدیگر و تجسس هستند. به گفته یدالله بهمنی «چنین فرهنگی نمی‌تواند سلامت روانی جامعه را تضمین کند و از آن نمی‌توان انتظار ظهور انسان‌های فرهیخته را داشت.»
در حالی که در هریک از صحنه‌های خسرو و شیرین، سخن و اندیشه نظامی در اوج است، در لیلی و مجنون، به ندرت بیت نغزی وجود دارد که رشته حوادث داستان را به یکدیگر پیوند بزند. به گفته وحید دستگردی در دیار لیلی خشونت حرف اول را می‌زند؛ زیرا قدرت منطق ضعیف است. لیلی و مجنون در جامعه‌ای سنتی همراه با تعصبات خشک، باورهای جاهلی و تربیت نادرست زندگی می‌کنند. در این جامعه لیلی به عنوان یک دختر حق تصمیم‌گیری و حتی اظهارنظر دربارهٔ سرنوشت خود را ندارد.
به گفته سعیدی سیرجانی «لیلی پرورده جامعه‌ای است که دلبستگی و تعلق خاطر را مقدمه انحرافی می‌پندارد که نتیجه‌اش سقوط حتمی است در درکات وحشت‌انگیز فحشا؛ و به دلالت همین اعتقاد، همه قدرت قبیله مصروف این است که آتش و پنبه را از یکدیگر جدا نگه دارند تا با تمهید مقدمات گناه، آدمیزاده ظلوم و جهول در خسران ابدی نیفتد» از دیدگاه سیرجانی در چنین جامعه‌ای لیلی دو گناه دارد. اول آنکه زن است و دوم آنکه زیباست؛ و در محیطی که به جای تربیت مردان به محکوم کردن و محروم کردن زنان پرداخته می‌شود، این لیلی است که به ناچار از درس و مدرسه محروم می‌شود.

### ایرانی‌سازی روایت توسط نظامی
نظامی برای آنکه داستان به مذاق خواننده فارسی‌زبان دلنشین باشد، رنگ و بوی شدید ایرانی به آن افزود. بنابراین آنچه نظامی به نظم آورد، حتی در بن‌مایه اصلی نیز با روایت عربی تفاوت داشت. برای نمونه بر اساس روایت نظامی، آغاز دلدادگی مجنون به لیلی در مکتبخانه و در کودکی بوده‌است. چنین روایتی در منابع عربی دیده‌نمی‌شود. بر اساس اشعار عربی، مجنون هنگام گوساله چرانی در صحرا لیلی را دیده‌است. ترجمه روایت عربی چنین است:
هنگامی دل به لیلی سپردم که خرد و ساده‌دل بود و همسالانش هنوز برجستگی سینه او را ندیده بودند. هردو کودک بودیم و گوساله می‌چراندیم. ای کاش هرگز نه ما بزرگ شده بودیم و نه گوساله‌ها.
در روایت نظامی هم لیلی و هم مجنون از خاندان‌های اشرافی معرفی شده‌اند و برخلاف روایت‌ها و اشعار شبانی به‌جای مانده عربی، امکان این را نداشته‌اند تا یکدیگر را در حال شترچرانی دیده‌باشند. از همین رو نظامی عنصر مکتبخانه را در قصه وارد می‌کند. در حالی که هیچ چیز از وجود یک مکتبخانه در محیط بادیه و آئین عرب بیابانی غریب‌تر نیست.
بنابراین به لطف اندیشه و بیان نظامی، داستان به اوج رسیده‌است. به این منظور شاعر داستان را با خیال خویش درآمیخته و به آن رنگ و بوی شهری داده‌است. برای نمونه شاعر در بندی که به رفتن لیلی به تماشای باغ اختصاص داده‌است، دنیایی را تصویر کرده‌است که شباهتی به محیط زندگی قیس عامری و لیلی در عربستان ندارد.
| تا سبزه باغ را ببیند      |  | در سایه سرخ گل نشیند     |
| تا نرگس تازه جام گیرد     |  | با لاله نبید خام گیرد    |
| از زلف دهد بنفشه را تاب   |  | وز چهره گل شکفته را آب   |
| لیلی و دگر عروس‌نامان      |  | رفتند بدان چمن خرامان    |
| چون گل به میان سبزه بنشست |  | او سبزه و سبزه گل همی‌بست |

چنین ابیاتی، بیش از آنکه داستان دخترک گوسفندچران بادیه‌نشین بیابان‌های عربستان باشد که جز حسرت و محرومیت و فراغ نصیبی ندارد، وصف شاهزاده خانمی مانند شیرین (در خسرو و شیرین) است که با کنیزان به تماشای سبزه و گل رفته‌اند.
به عنوان نمونه‌ای دیگر از ایرانی‌سازی داستان، نظامی شخصیتی به نام نوفل را وارد داستان می‌کند. نوفل کسی است که حاضر است به خاطر عشق مجنون، با سربازان خود به جنگ عشیره لیلی برود. شخصیت او به وضوح شخصیت یک جوانمرد اشراف‌زاده ایرانی است و به دشواری بتوان شخصیت او را در ریشه عربی داستان جست.
ملاحظه می‌شود که نظامی تنها از خمیرمایه این حکایت، شاهکاری بنا کرد که شعرای زیادی را به تقلید خود واداشت. او از یک ماجرای عشقی بدوی، یک شاهکار ادبی به زبان فارسی آفرید. زبان فارسی نیز باعث شد تا داستان ابعاد جهانی پیدا کند. از سوی دیگر نظامی بود که به این پیوند ساده عشقی، ابعاد معنوی داد.
علاوه بر موارد گفته شده، داستان پادشاه بدون فرزندی که نگران وارث خویش است، حکومت مجنون بر جانوران، سخن گفتن با ستارگان، مکالمات آموزنده مجنون با شخصیت‌های گوناگون، بخش زید و زینب، زندگی زاهدانه در غار و ماجرای پادشاه مرو و سگ‌های او از دیگر عناصر و نقوش ایرانی است که داستان را ایرانی کرده‌است.

### شخصیت‌های داستان

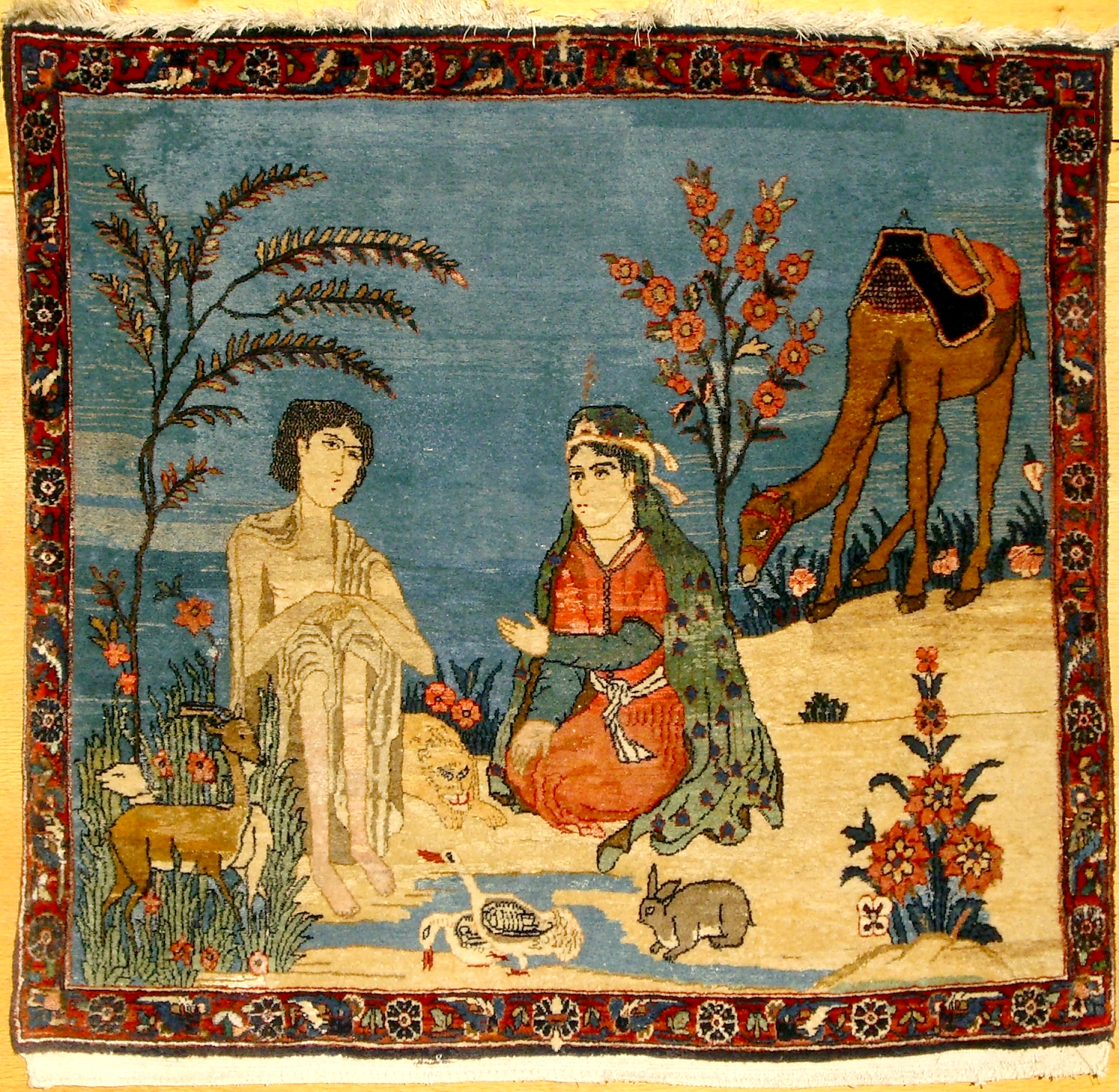
صحنه ملاقات لیلی و مجنون که بر روی یک قالیچه تصویر شده‌است

شخصیت‌پردازی در داستان لیلی و مجنون نظامی، شخصیت‌پردازی مستقیم است؛ ولی شخصیت‌ها همگی دچار سکون و ایستایی بوده و بدون تحرک هستند. در طول ده‌ها سال گذر ایام، مجنون همواره عاشق بی‌حد لیلی است. نه از این عشق کم می‌شود و نه بر آن افزوده می‌شود. این شخصیت‌ها اگرچه پیش از نظامی وجود داشته‌اند، ولی همگی بازآفرینی شده‌اند. با این‌حال شخصیت‌های بازآفرینی شده، همگی قراردادی و نوعی هستند و امکان وجود چنین شخصیت‌هایی در عالم واقع محال است.
در لیلی و مجنون (بر خلاف خسرو و شیرین) روایت بر پایه شخصیت مرد شکل گرفته‌است. با وجود آن‌که یک شخصیت مرد و یک شخصیت زن در داستان وجود دارد، ولی عشقی که در این روایت به تصویر کشیده می‌شود یک عشق عرفانی و فرا زمینی است.
از بعد شخصیتی رفتار مجنون در این حکایت نه تنها درخور عاشقان چنین منظومه‌ای نیست، بلکه گاه سفیهانه و غیرمنطقی هم هست. مجنون از عشق بی‌قرار است و در صحرا با حیوانات وحشی دمخور بوده و دربند رازداری و پرده‌پوشی نیست. مجنون صاف و صادق است. او عاشق رنج بردن و خواری کشیدن و ناله کردن است. با خنده میانه‌ای ندارد. از نشاط و سبکروحی به دور است و آن را مطابق شان انسانی نمی‌داند. او خودآزار است و حتی عشق را به طفیل «غم عشق» می‌خواهد؛ ولی لیلی از این همه رنجور نیست. چرا که خود وی نیز زاده و پرورده همان محیط است. لیلی رنجور خودکم بینی مجنون است. چرا که می‌داند تا این خود کم‌بینی و حقارت هست، به وصال او نخواهد رسید.
| گل را نتوان به باد دادن |  | مه‌زاده به دیوزاد دادن |

در عوض لیلی حسابگری‌های زنانه و مصلحت‌بینی‌هایی دارد که لازمه حیات بادیه‌است. با این‌حال شخصیت لیلی از نظر زندگی سراسر تسلیم وی اهمیت دارد. به گفته سعیدی سیرجانی لیلی شخصیتی است فاقد هرگونه تلاش. او را از مکتبخانه بازمی‌گیرند. در خانه زندانی می‌کنند. او را به شوهر می‌دهند، بدون آن‌که نظر وی را جویا شوند. به شوهری که همه روزه نگهبان او است. کار لیلی اما در این میان فقط گریه‌است و تسلیم. او حتی راز دل به مادر هم نمی‌گوید. مادرش سال‌ها بعد و از زبان همکلاسان او پی به راز عشقش می‌برد.
ابن‌السلام (شوهر رسمی لیلی) مردی نرم‌خو است. او فقط یک نظر لیلی را در باغ و از فاصله شاید نه‌چندان نزدیک دیده‌است. از پرداخت شیرب‌ها و مهریه سنگین هم ابایی ندارد. او حتی در برابر عدم تمکین لیلی در شب زفاف، بر خلاف بسیاری دست به تجاوز به عنف نمی‌زند. بلکه به انتظار مرور زمان می‌نشیند تا او را تسلیم کند. او دلخوش است به اینکه فقط همسرش را ببیند. ابن‌السلام سرانجام بر اثر مشاهده زنجموره‌های لیلی دق می‌کند.
| خرسند شدن به یک نظاره |  | ز آن به که کند ز من کناره |

## مهم‌ترین روایات

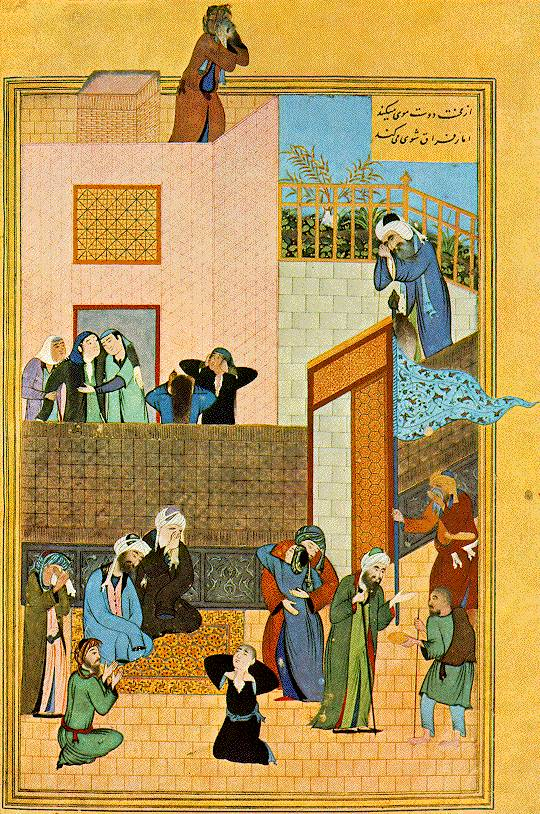
تشیع جنازه مجنون

لیلی و مجنون نظامی، سرآغازی شد برای مثنوی‌های بیشماری که در دوره بسیار طولانی به تقلید از آن پرداختند. این سروده‌های تقلیدی تقریباً در تمامی زبان‌هایی که خود را تحت نفوذ فرهنگی زبان و ادبیات فارسی می‌دانستند (مانند فارسی، کردی و پشتو) سروده شدند؛ ولی تنها تعداد کمی از این سروده‌ها ماندگار شدند.
نخستین مقلد بزرگ منظومه لیلی و مجنون نظامی در زبان فارسی، امیرخسرو دهلوی است. بعدها نورالدین عبدالرحمن جامی نیز در هفت پیکر خود منظومه لیلی و مجنون را بازآفرینی کرده‌است. در دوره تیموری و دوره صفوی چندین شاعر در ایران و هند، از جمله هاتفی خرجردی، میرزا محمدقاسم گنابادی و هلالی جغتایی لیلی و مجنون را بازآفرینی کردند و این روند تا دوره قاجار نیز ادامه یافته‌است. علاوه بر این سلمان ساوجی نیز از شعرایی است که سخت تحت تأثیر لیلی و مجنون نظامی بوده‌است و این تأثیر در فراق‌نامه او مشهود است. سهیلی جغتایی نیز منظومه‌ای با عنوان لیلی و مجنون و به پیروی از نظامی سروده‌است. تازه‌ترین منظومه‌های لیلی و مجنون از نامی اصفهانی و سرانجام حسن اهتمام (۱۳۳۵ خورشیدی) است. در مجموع به گفته حسن ذوالفقاری، ۸۶ نظیره‌پرداز به استقبال لیلی و مجنون نظامی رفته‌اند.
روایت امیرخسرو دهلوی، جنبه عشق زمینی بیشتری داشته و مجنون و لیلی دست‌کم برای یک شب به مراد دل می‌رسند. در این روایت اشتیاق لیلی بیش از مجنون است. برخلاف روایت نظامی، در روایت دهلوی خبری از ازدواج لیلی نیست؛ ولی در عوض مجنون با خدیجه، دختر رئیس قبیله ازدواج می‌کند؛ ولی طاقت نمی‌آورد و باز سر به بیابان می‌گذارد. به گفته محمدجعفر محجوب، علاوه بر فضل تقدم، روایت نظامی بر روایت امیرخسرو دهلوی برتری انکارناپذیری دارد.
روایت جامی با این هردو متفاوت است. به گفته او مجنون که جوانی عیاش است عاشق لیلی می‌شود، ولی به کام نمی‌رسد. در روایت جامی، مجنون پیش از لیلی می‌میرد. بخش اضافه روایت جامی آن است که مجنون در سلک گدایانی در می‌آید که لیلی به آنان نذری می‌دهد. در این میان لیلی کاسه او را می‌شکند و مجنون از این اتفاق سرمست می‌شود.
| اگر با من نبودش هیچ میلی |  | چرا ظرف مرا بشکست لیلی؟ |

مجنونی که در روایت ملاعبدالله هاتفی جامی (خواهرزاده نورالدین عبدالرحمان جامی) به تصویر کشیده می‌شود، فردی بهانه‌جو و زیبایی طلب است که از خردسالی جز در آغوش زیبارویان آرام نمی‌گرفته‌است.
علاوه بر منظومه‌هایی که به نقل روایت لیلی و مجنون پرداخته‌اند، شعرای دیگر فارسی‌زبان با شیوه دیگری به این داستان اشاره کرده‌اند. برخی از آنان مضامین گفته شده در روایت‌های قبلی را در اشعار خود به کار برده‌اند و برخی دیگر بدون روایت کامل داستان، مضامین نویی بر داستان افزوده‌اند یا حوادث فرعی داستان را به ابتکار خود تغییر داده و به گونه متفاوتی بیان کرده‌اند و به ذکر حوادثی پرداخته‌اند که در هیچ‌یک از روایات قبلی داستان گفته نشده‌است. برای نمونه عطار نیشابوری از شعرایی است که اگرچه روایت کاملی از عشق لیلی و مجنون را به نظم نیاورده، ولی حکایات و مضامین فراوانی بر آن افزوده‌است. برخی از این حکایات حتی با اصل داستان نظامی نیز در تناقض است. برای نمونه عطار، مولوی و وحشی بافقی همگی از روی نازیبای لیلی خبر می‌دهند.

## ابعاد جهانی

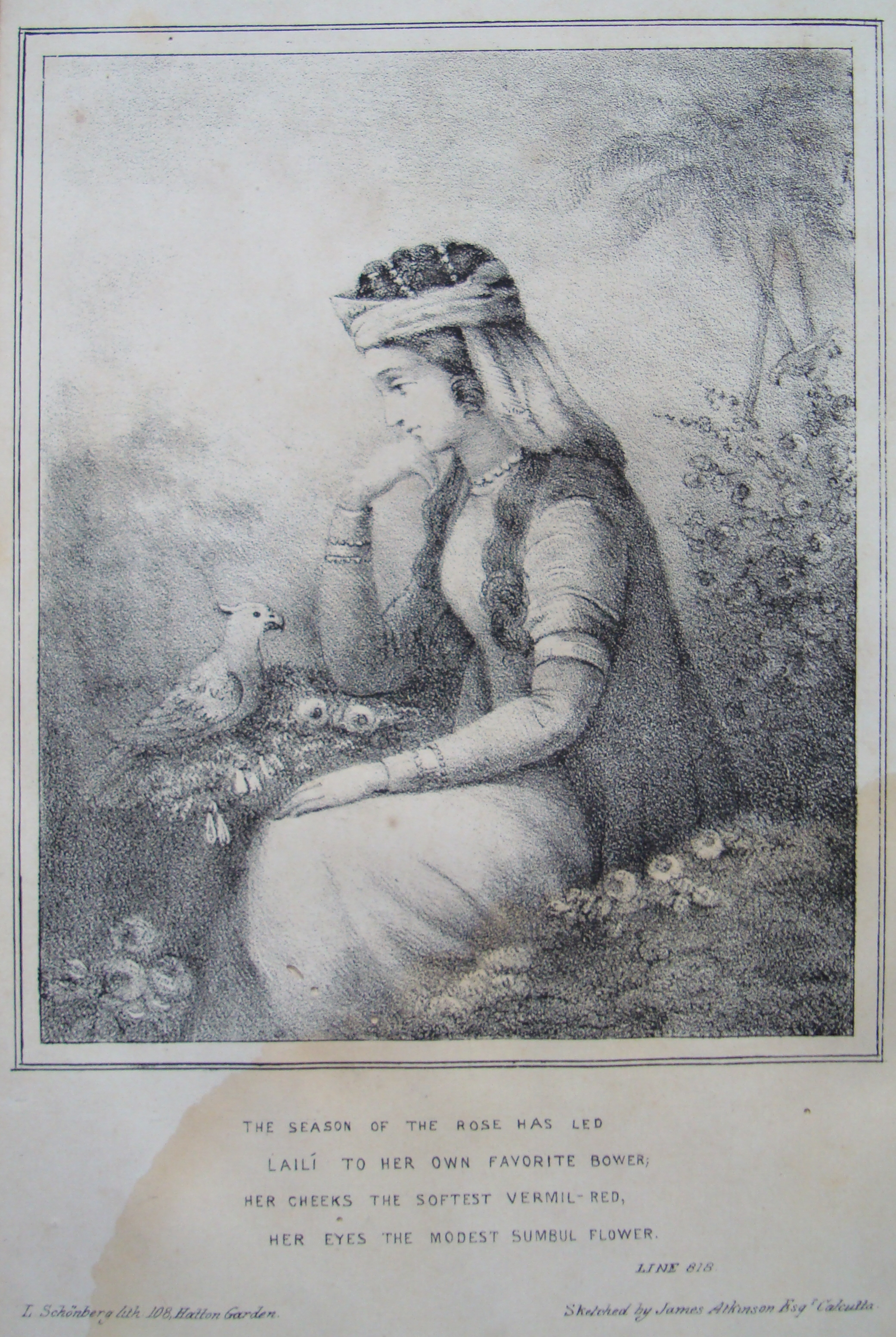
تصویر دیباچهٔ کتاب ترجمهٔ انگلیسی لیلی و مجنون نظامی، توسط جیمز اتکینسون در ۱۸۳۶م

منظومه لیلی و مجنون نظامی به زبان‌های گوناگونی مانند آلمانی، فرانسوی، انگلیسی، روسی و ارمنی ترجمه شده‌است. در ادبیات ارمنی از دیدگاه مشابهت در جدال میان عشق و آداب و رسوم جامعه، منظومه «آنوش» (۱۸۹۲ میلادی) اثر هوانس تومانیان با لیلی و مجنون مقایسه می‌شود. در ادبیات کردی منظومه مثنوی «مه‌م و زین» (قرن ۱۷ میلادی) اثر احمد خانی از نظر فضای ایرانی داستان، با آن قابل مقایسه‌است.
علاوه بر ترجمه لیلی و مجنون نظامی به زبان ترکی، در ادبیات ترکی منظومه‌های تقلیدی‌ای از لیلی و مجنون سروده شدند که اغلب تحت تأثیر لیلی و مجنون نظامی بوده و به داستان اصلی وفاداری نشان داده‌اند. ازجمله شاعران ترک که مثنوی لیلی و مجنون سروده‌اند، محمد فضولی است. این مثنوی در سال ۹۴۲ قمری سروده شده‌است. اعتقاد بر این است که این مثنوی تحت نفوذ نظامی سروده شده‌است؛ ولی یک محقق ترک به نام نهاد تارلان مدعی است که فضولی در سرودن این منظومه تحت تأثیر هیچ‌کس نبوده و این منظومه را زاده قریحه و شخصیت فضولی دانسته‌است.
در زبان اردو نیز، آنچه به تقلید از لیلی و مجنون سروده شده، همگی تأثیر گرفته از زبان فارسی و روایت‌های فارسی لیلی و مجنون بوده‌است.

## موسیقی
پرده لیلی، اگرچه در مقام‌ها و الحان موسیقی قدیم ایران نیامده‌است، ولی در موسیقی جدیدتر ایرانی، گوشه سی و سوم از دستگاه راست‌پنجگاه و گوشه بیستم از دستگاه همایون، «لیلی و مجنون» یا «لیلی مجنون» خوانده می‌شود.
عزیر حاجی‌بیف آهنگساز آذربایجانی در سال ۱۹۰۸ اپرایی به نام لیلی و مجنون بر اساس اشعار فضولی نوشت که اولین اپرای جهان اسلام محسوب می‌شود. قارا قارایف نیز در سال ۱۹۴۷ یک پوئم سمفونیک به همین نام ساخته‌است.
شهرام ناظری آلبوم موسیقی‌ای با عنوان لیلی و مجنون دارد.
اریک کلاپتون خوانندهٔ بریتانیایی هم با الهام از شعر فضولی، ترانهٔ لیلا را در سال ۱۹۷۰ منتشر کرد.